# Georgina Jones
Georgina Frances Jones (Nova York, 1 de setembre de 1882 - Los Angeles, 3 de setembre de 1955) va ser una tennista estatunidenca que va competir a cavall del segle xix i el segle xx.
El 1900 va prendre part en els Jocs Olímpics de París, on va disputar les proves individual femenina de tennis i de dobles mixtos, fent parella amb Charles Sands. En ambdues finalitzà en cinquena posició.